# Duncan Idaho
Duncan Idaho es un personaje fundamental en la saga Dune. Proveniente de una familia de funcionarios de Giedi Prime caída en desgracia, y al servicio de la Casa Harkonnen, es entrenado como animal de caza, demostrando dotes de lucha excepcionales. Posteriormente escapa de los Harkonnen, llegando por casualidad a Caladan. Allí es recogido por el duque Leto Atreides, y posteriormente enviado a Ginaz para ser entrenado para llegar a ser un maestro espadachín. Muere en Arrakis tratando de salvar a Paul Atreides, pero su cadáver es recogido y vendido a los tleilaxu, que crean gholas a partir de su ADN una y otra vez durante miles de años.
Sus vidas son variadísimas: desde mentat para la casa Atreides hasta el constantemente asesinado General del Dios Emperador e, irónicamente, instrumento de su muerte. Tras esto, Idaho es consorte y amante de Siona Atreides, coautora del atentado al tirano, a quien dará una cantidad innumerable de hijos, poseedores de la sangre de Siona y ocultos a los oráculos prescientes.
En su última aparición como ghola, tras el entrenamiento de Miles Teg, Idaho llegará a mantener las memorias de todas sus vidas anteriores, y por tanto sus poderes. Así mismo, ayudará a la Bene Gesserit a combatir a las Honoradas Matres, quienes, 1500 años después de la Dispersión, llegan con un propósito desconocido del espacio profundo a atacar al antiguo Imperio.
Posteriormente, tras la victoria Bene Gesserit y la fusión de esta con las Honoratas Matres, Idaho decide recobrar los últimos restos del Imperio y huir al espacio profundo para no ser localizado, y preservar junto a Sheeana todo lo que se ha perdido.
En las obras posteriores de Brian Herbert y Kevin J. Anderson, Cazadores de Dune (2006) y Gusanos de arena de Dune (2007) Duncan es el capitán de la Nave Itaca por ser el único capaz de ver la red de taquiones extendida por la pareja de ancianos para atraparlos. Desarrolla una presencia básica que le permite escapar durante más de veinte años a la búsqueda, hasta que en el inicio del Kralizec son finalmente atrapados y llevados ante el enemigo. Allí se revela como el Kwisatz haderach último, con todas las habilidades de los demás Kwizats haderach e incluso la Hipervelocidad de Miles teg, para establecer una tregua entre el enemigo y la humanidad.
- Datos: Q911563